# Atle Wilskman
Atle Wilskman, född 14 juni 1883 i Helsingfors, död där 30 juni 1921, var en finländsk genealog. Han var son till Ivar Wilskman.
Wilskman var registrator vid Helsingfors universitet 1907–19, assistent vid universitetsbiblioteket 1919–20 samt därefter biträdande bibliotekarie vid Helsingfors stadsbibliotek. Han utgav Svenska litteratursällskapets i Finland Släktbok, av vilken band I utkom 1912–16 samt två häften av band II 1918–20. Han publicerade dessutom en mängd uppsatser på genealogins område. 